# André Häuser
André Häuser (* 1. April 1965) ist ein ehemaliger deutscher Fußballspieler.
Der Offensivspieler hatte für Eintracht Bad Kreuznach, Schwarz-Weiß Bad Kreuznach und die TSG Planig gespielt, ehe er 1982 als 17-Jähriger zum Oberligisten 1. FSV Mainz 05 stieß. Mit den Mainzern wurde er 1986 Südwestpokalsieger und stieg als Südwestmeister nach der Saison 1987/88 in die Zweite Bundesliga auf. In der Zweitligasaison 1988/89 absolvierte er 19 Partien (2 Tore); die Mannschaft stieg am Saisonende wieder in die Oberliga ab. Danach schloss Häuser sich dem Ligakonkurrenten Hassia Bingen an, bei dem er 1990 seine Karriere beendete.